# Гребени (Татарстан)
Гребени (тат. Гребени) — деревня в Верхнеуслонском районе Татарстана. Входит в состав муниципального образования «Вахитовское сельское поселение».

## География
Деревня Гребени располагается на правом берегу Волги (Куйбышевское водохранилище), в 33 км южнее села Верхний Услон. Ближайшие населённые пункты — село Ташёвка (выше по течению) и деревня Нариман (ниже по течению).

## История
Деревня была основана на рубеже XVI—XVII веков. С 1860-х годов принадлежала маркизам Паулуччи. Первоначально жители занимались земледелием и скотоводством. В 1891 году возле деревни, поблизости от источника ключевой воды, маркизами Паулуччи был построен спиртово-ректификационный завод, проработавший до 1986 года. С 1985 года деревня входит в совхоз «Ташёвский».

## Население
После закрытия спиртзавода деревенские жители начали переселяться в другие населённые пункты. По состоянию на 2017 год постоянное население в Гребенях отсутствует. Деревня используется как летний дачный посёлок.

## Транспорт
Есть летняя пристань для пригородных пассажирских теплоходов из Казани.
Вблизи деревни начинается мост на платной автомагистрали М12 «Восток» Москва — Казань — Екатеринбург.